# Schillerstraße 77 (Mönchengladbach)

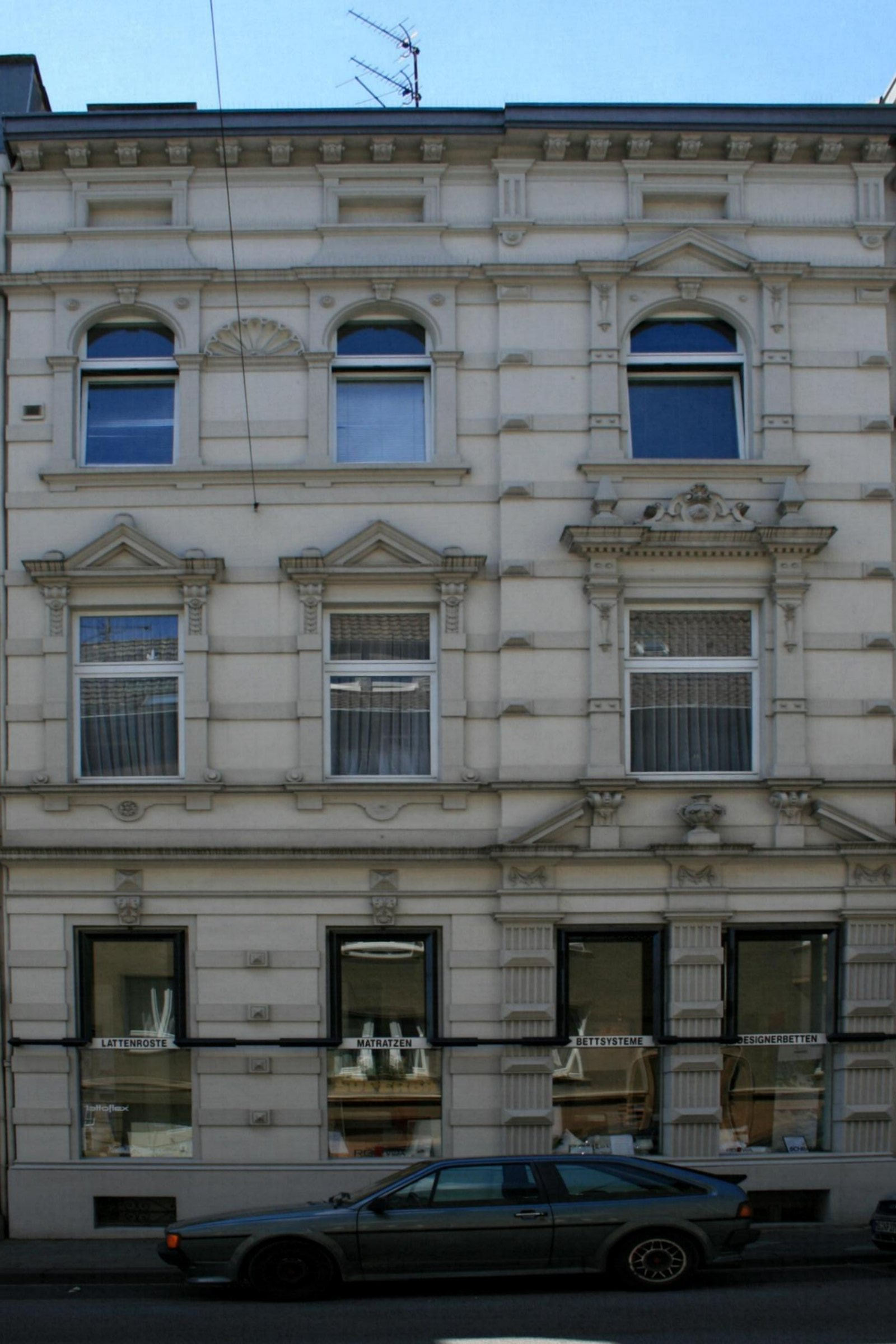
Wohngeschäftshaus (2010)

Das Wohngeschäftshaus Schillerstraße 77 steht im Stadtteil Gladbach in Mönchengladbach (Nordrhein-Westfalen).
Das Gebäude wurde 1898 erbaut und unter Nr. Sch 047 am 7. August 1990 in die Denkmalliste der Stadt Mönchengladbach eingetragen.

## Lage
Das Objekt liegt in historischen Stadterweiterungsgebiet zwischen Altstadt und Eicken in der Schillerstraße als Querverbindung zwischen Hohenzollern- und Hindenburgstraße. 

## Architektur
Das Haus Schillerstraße 77 bildet zusammen mit den Häusern Nr. 73, 75, 79, 81, 83 und 85 ein geschlossenes Ensemble. Es handelt sich um ein dreiachsiges, dreigeschossiges Haus mit Mezzanin. 